# Gonzalo Gómez de Espinosa
Gonzalo Gómez de Espinosa (Espinosa de los Monteros, 1479-Sevilla, c. 1540) fue un militar y explorador español. Formó parte de la expedición de Magallanes, asumiendo el mando de la Trinidad a la muerte de este en 1521.

## Biografía
Nació en 1479 en Espinosa de los Monteros (Burgos).
Fue designado por real cédula de 19 de abril de 1519 para desempeñar el cargo de alguacil mayor en la armada de Fernando de Magallanes. Estuvo encargado de reclutar marineros para la expedición, primero en Sevilla, Cádiz y Palos, y luego en otras regiones. La armada, formada por cinco naves, partió de Sevilla el 10 de agosto de 1519 con el objetivo de llegar a las islas de las especias.
La expedición llega el 31 de marzo de 1520 a la bahía San Julián (Patagonia argentina), donde se preparó para pasar el invierno. Allí varios capitanes se amotinaron contra Magallanes, apoderándose de las naos Concepción, San Antonio y Victoria. Los amotinados enviaron un bote a la Trinidad, la nave de Magallanes, con un mensaje pidiendo negociar. Magallanes retuvo esta embarcación y envío a Espinosa, al mando de cinco o seis hombres armados secretamente, a la Victoria con una carta para su capitán, Luis de Mendoza. Mientras Mendoza lee el mensaje de Magallanes Espinosa y otro de sus hombres lo matan por sorpresa, al mismo tiempo otro bote, también enviado por Magallanes, con Duarte Barbosa y quince hombres armados aborda la Victoria tomando el control de la nao sin resistencia. Magallanes reúne la Santiago, la Victoria y la Trinidad en la salida de la bahía San Julián, bloqueado la huida de las dos naos rebeldes que tienen que rendirse.
En mayo pierden la Santiago varada en un temporal. El 24 de agosto prosiguen la navegación hacia el sur buscando un paso al océano Pacífico. Magallanes también perderá la San Antonio, que al ser enviada en una misión de exploración deserta poniendo rumbo a España.
El 16 de marzo de 1521 la armada de Magallanes, en su viaje por el Pacífico, llegó al archipiélago que más tarde se conocería como Filipinas, y el 7 de abril llegaron a la isla de Cebú, donde son recibidos por Humabón, el rey de la isla. Los habitantes del archipiélago se mostraron amistosos con los expedicionarios, a excepción de Lapulapu, rey de la isla de Mactán. Magallanes ofendido quiso castigar a este rey y el 27 de abril decide invadir Mactán, prescindiendo de sus oficiales que se habían mostrado contrarios a esta acción. Los isleños derrotan a Magallanes que muere en la batalla.
Después de la muerte de Magallanes, la flota elige como nuevo jefe a Duarte Barbosa, que será traicionado por el rey de Cebú, muriendo junto con otros expedicionarios en un banquete ofrecido por el rey. En la isla Bohol los 108 supervivientes de la armada de Magallanes acordaron, al quedar pocos hombres para gobernar las tres naves que quedaban, quemar la Concepción y nombrar como jefe de la expedición a Juan López de Carvalho, hasta entonces piloto mayor de la flota. Gonzalo Gómez de Espinosa fue nombrado capitán de la Victoria.
Prosiguieron su viaje hasta la isla de Borneo, donde fueron invitados por el rey. Temiendo otra traición, los expedicionarios envían a Espinosa como embajador, siendo recibido por la corte del rey en su palacio. Con la mediación de un secretario, habla con el rey pidiéndole permiso para negociar en la isla.
A finales de septiembre de 1521, los miembros de la expedición acordaron destituir a Carvalho como capitán general de la flota por mala conducta, nombrando a Gonzalo Gómez de Espinosa su nuevo jefe. También se acordó nombrar a Juan Sebastián Elcano capitán de la Victoria.
Espinosa dispuso continuar la navegación hacia las islas de las especias. Según el cronista Antonio Pigafetta, Espinosa llegó a las islas Molucas el 7 de noviembre de 1521, atracando en la isla de Tidore al día siguiente. Allí pidieron permiso a su rey, llamado Almanzor por los españoles, para comerciar.

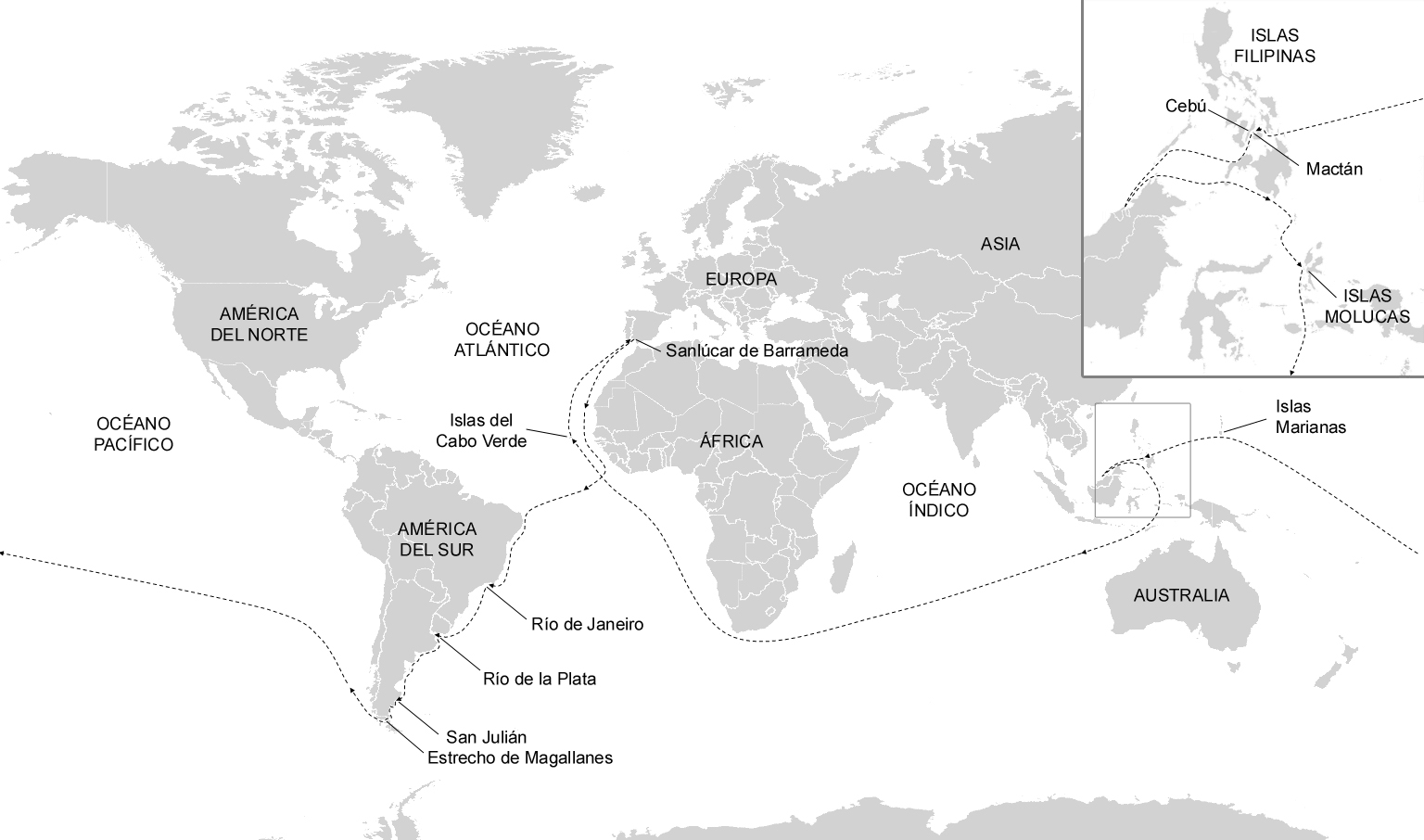
Mapamundi con el itinerario del viaje de Magallanes y Elcano.

El 18 de diciembre de 1521, con las dos naves cargadas de clavo, se dispusieron para partir de regreso a España. Sin embargo, ese mismo día se descubrió una vía de agua en la Trinidad, precisando de una larga reparación. Las dos naves se separaron, partiendo la Victoria, al mando de Elcano, el día 21 en solitario hacia el oeste. La Victoria lograría llegar a Sanlúcar de Barrameda el 8 de septiembre de 1522, completando la primera circunnavegación de la Tierra.
Espinosa completó la reparación de la Trinidad el 6 de abril de 1522 y se hizo a la mar, pero los continuos temporales impidieron su avance, y una fuerte tormenta dañó gravemente la nave. Pidió auxilio al capitán portugués António de Brito que se encontraba cerca, lo que ocasionó que los diecisiete hombres que quedaban fueran hechos prisioneros por los portugueses en el puerto de Benaconora.
Los prisioneros fueron trasladados a la isla de Ternate, en las Molucas. Después, en febrero de 1523, fueron llevados a la islas de Banda, y de allí a la isla de Java. Más tarde fueron trasladado a Malaca, y en noviembre de 1524 a Cochín en la India.
El reducido número de prisioneros que quedó, entre los que se encontraba Espinosa, fue trasladado a Lisboa por orden del gobernador Henrique de Meneses, al saber que su rey, Juan III, se había casado con una hermana de Carlos I. Sin embargo, permanecieron en prisión otros siete meses más hasta que Carlos I consiguió su libertad en 1527.
Por sus méritos y servicios Gonzalo Gómez de Espinosa fue recompensado con una pensión vitalicia, según real cédula de 24 de agosto de 1527, y se le concedió un lema y ciertos atributos en su escudo familiar según real cédula de 4 de febrero de 1528. En 1529 consta que recibía un salario como capitán de la Casa de la Contratación. Consta que en 1538 seguía vivo y desempeñando sus funciones como oficial del rey.